# 梅勒戰役
梅勒戰役發生於1745年7月9日，是奥地利王位继承战争的一場戰役，盟军與法軍之间的一场遭遇战。在豐特努瓦戰役战败后，盟军指挥官坎伯兰公爵被要求要求保卫布鲁塞尔。他同時还想保护根特的关键港口，這是法國進軍西法蘭德斯的重要根據地。 
坎伯兰公爵动用了他的主力去掩護布鲁塞尔，同时派出6,000名士兵在汉诺威将军菲利普·毛奇率領下增援根特。在進軍途中，它遇到了尼古拉·約瑟夫·朗格拉德率领的法軍，聯軍在损失惨重的情况下被赶走，最終根特于7月13日投降。